# اور (آردن)
اور (به فرانسوی: Aure) یک کمون در فرانسه است که در canton of Monthois واقع شده‌است. اور ۱۲٫۷۲ کیلومتر مربع مساحت دارد ۱۳۵ متر بالاتر از سطح دریا واقع شده‌است.